# Hypagyrtis exsuperata
Hypagyrtis exsuperata är en fjärilsart som beskrevs av Walker 1862. Hypagyrtis exsuperata ingår i släktet Hypagyrtis och familjen mätare. Inga underarter finns listade i Catalogue of Life.